# Elecciones al Parlamento Europeo de 1994 (Reino Unido)
En las elecciones al Parlamento Europeo de 1994 en Reino Unido, celebradas en junio, se escogió a los representantes de dicho país para la cuarta legislatura del Parlamento Europeo. El número de escaños asignado a Reino Unido pasó de 81 a 87.

## Resultados
| Datos de participación | Datos de participación | Datos de participación |
| ---------------------- | ---------------------- | ---------------------- |
| Censo electoral        | 43.443.944             | 100%                   |
| Votantes               | 15.852.589             | 36,5                   |
| Abstención             | 27.591.355             | 63,5                   |
| A candidatura          | 15.852.589             |                        |

| ← Elecciones al Parlamento Europeo de 1994 → |           |       |         |
| Partido                                      | Votos     | %     | Escaños |
| Partido Laborista (LP)                       | 6.753.881 | 42,60 | 62      |
| Partido Conservador (CP)                     | 4.274.122 | 26,96 | 18      |
| Demócratas Liberales (LD)                    | 2.557.887 | 16,14 | 2       |
| Partido Verde (GP)                           | 494.561   | 3,12  | 0       |
| Partido Nacional Escocés (SNP)               | 487.237   | 3,07  | 2       |
| Partido Unionista Democrático (DUP)          | 163.246   | 1,03  | 1       |
| Plaid Cymru (PC)                             | 162.478   | 1,02  | 0       |
| Social Democratic and Labour Party (SDLP)    | 161.992   | 1,02  | 1       |
| UK Independence (UKI)                        | 150.251   | 0,95  | 0       |
| Partido Unionista del Ulster (UUP)           | 133.459   | 0,84  | 1       |
| Partido Liberal (L)                          | 100.500   | 0,63  | 0       |
| Partido de la Ley Natural (NLP)              | 98.845    | 0,62  | 0       |
| Sinn Féin (SF)                               | 55.215    | 0,35  | 0       |
| Alliance Party of Northern Ireland (A)       | 23.157    | 0,15  | 0       |
| Ulster Independence Movement (UIM)           | 7.858     | 0,05  | 0       |
| Partido de los Trabajadores (WP)             | 2.543     | 0,02  | 0       |
| Otros                                        | 225.357   | 1,4   | 0       |